# David Reich
David Emil Reich (* 14. Juli 1974 in Washington, D.C.) ist ein US-amerikanischer Human- und Populationsgenetiker und Professor an der Harvard Medical School.

## Herkunft und Ausbildung
Er ist der Sohn des Psychiatrie-Professors Walter Reich (1995–1998 Direktor des Holocaust Memorial Museum). David Reich studierte zunächst Soziologie an der Harvard University, wandte sich dann aber der Physik als Hauptfach zu (Bachelor-Abschluss in Harvard) und wechselte an die Universität Oxford um sich für ein weiterführendes Medizinstudium vorzubereiten. Er begann dort jedoch mit Studien über das Genom des Menschen und wurde an der Universität Oxford in Zoologie promoviert. Seit 2003 ist er Professor für Genetik an der Harvard Medical School.

## Forschung

### Abspaltung des Menschen vom Menschenaffen
2006 untersuchte er die genetische Abspaltung des Menschen von den Menschenaffen (Schimpansen). Danach gab es über mehrere Millionen Jahre noch eine Vermischung, bevor vor 6,3 bis 4,5 Millionen Jahre die endgültige Trennung einsetzte. Ab 2006 untersuchte er auf Anregung und anfangs mit Svante Pääbo die genetische Trennung bzw. Vermischung von modernen Menschen und Neandertalern.

### Populationsgenetik Indiens
2009 untersuchte er die genetische Entwicklung der Bevölkerung in Indien. Es konnten zwei große genetische Gruppen unterschieden werden: Ancestral North Indians (ANI) und Ancestral South Indians (ASI). Die ANI haben Verbindung zu Populationen in Zentralasien, dem Nahen Osten und Europa, die ASI zu keiner Gruppe außerhalb Indiens. Ihre Spaltung fand vor etwa 50.000 Jahren statt. Zwischen 2200 v. Chr. und 100 n. Chr. kam es zu einer Durchmischung beider Gruppen (ohne Hinweise auf eine bedeutende Migration), danach jedoch kaum noch. Damit wies Reich mit beteiligten indischen Wissenschaftlern nach, dass das für das indische Kastensystem typische endogame Fortpflanzungsverhalten sich um diesen Zeitpunkt durchgesetzt hatte.

### Genetische Kartierung der Menschheit
2011 stellte er mit Simon Myers eine genetische Karte der Menschheit auf, welche die momentan "akkurateste genetische Kartierung" ("most accurate genetic map") darstelle.
Teil dieser Untersuchung war u.a auch eine Betrachtung der Afro-Amerikaner in den USA. Dabei fanden sie rund 2 Millionen Rekombinationsereignisse im genetischen Material von 30.000 Afro-Amerikanern und werteten diese aus. Zu ihrer Überraschung fanden sie deutliche Unterschiede zur Rekombination bei US-Amerikanern mit europäischen Wurzeln bzw. Europäern. Denn bei der Hälfte der beobachteten Afro-Amerikaner fand die Rekombination wider Erwarten an anderen Stellen des Genoms statt als bei den betrachteten Nachfahren weißer Europäer. Dies könnte Auswirkungen auf Entstehung, Art und Häufigkeit von Erberkrankungen haben.

## Debatte um den Begriff der "Rasse"
2018 veröffentlichte er für die interessierte breitere Öffentlichkeit das Buch Who We Are and How We Got Here, in dem er die Erkenntnisse seiner Forschungsgruppe betreffend die genetische Geschichte der Menschheit vorstellte.
Im Anschluss daran löste er eine in Artikeln der New York Times ausgetragene Auseinandersetzung aus, da er in einem dort veröffentlichtem Beitrag – allerdings in Anführungszeichen – den Begriff Race (Rasse) gebrauchte und genetische Unterschiede auch komplexerer Art zwischen menschlichen Populationen, die teilweise mit dem traditionellen Begriff "Rasse" umfassbar wären, feststellte.
Dafür wurde er von Sozialwissenschaftlern wie Alan H. Goodman und Ann Morning kritisiert, die den Charakter der "Rasse" als soziales Konstrukt betonten.
Reich selbst teilte die Überzeugung, dass Rasse primär eine soziale Kategorie sei, hielt jedoch fest, dass seiner Auffassung nach dennoch – durch längere geographische Isolation von Gruppen – genetische Merkmale verdichtet aufträten, was mit der Zuordnung zu einer Rasse oft – aber nicht immer und nicht zwingend – korreliere. Er argumentierte, dass gerade genauere Kenntnis über die genetische Geschichte von Populationen und der Nachweis von Migrationsbewegungen und stattgefunden habenden Vermischungen in Genomen den reinheitsorientierten und Vermischung negierenden Auffassungen rassistischer Bewegungen entgegenstünden.
Reich vermutet, dass diese genetischen Unterschiede wahrscheinlich gewisse Auswirkungen auf unterschiedliche Merkmale hätten, darunter möglicherweise auch das menschliche Verhalten und die Kognition. Er erwartet darum, dass entsprechende zukünftige wissenschaftliche Erkenntnisse auch von Rassisten ausgenutzt werden würden, gerade deswegen müsste man sich aber darauf vorbereiten, – gestützt darauf, dass entsprechende Unterschiede und Einflüsse absehbar gering wären und gegen bereits nachgewiesene soziale Einflüsse gewichtet werden müssten. Sie von vornherein gegen bessere wissenschaftliche Überzeugung und Integrität kategorisch auszuschließen hingegen berge die Gefahr, rassistische Denkmuster ungewollt sogar noch verstärken zu können.
In seinem Buch hatte er dementsprechend die Sorge beschrieben „dass wohlmeinende Leute, die die Möglichkeit von biologischen Unterschieden zwischen Populationen bestreiten, sich in einer Position eingraben, die sich gegen den Ansturm der Wissenschaft nicht verteidigen lässt.“

## Auszeichnungen
2017 erhielt er den Dan-David-Preis, für 2019 wurden ihm der NAS Award in Molecular Biology, der Wiley Prize in Biomedical Sciences und die Darwin-Wallace-Medaille zugesprochen. 2021 wurde er mit dem Massry-Preis ausgezeichnet.

## Schriften
- Who we are and how we got here, Pantheon Books, Oxford UP 2018